# Routes
Routes é uma comuna francesa na região administrativa da Normandia, no departamento de Sena Marítimo. Estende-se por uma área de 4,49 km². Em 2010 a comuna tinha 279 habitantes (densidade: 62,1 hab./km²).